# Harristown, Illinois
Harristown là một làng thuộc quận Macon, tiểu bang Illinois, Hoa Kỳ. Năm 2010, dân số của làng này là 1367 người.

## Dân số
Dân số qua các năm:
- Năm 2000: 1338 người.
- Năm 2010: 1367 người.